# 日本の世界遺産

日本の世界遺産位置図（2024年7月時点）

日本の世界遺産（にっぽんのせかいいさん、にほんのせかいいさん）はユネスコに26件登録されており、文化遺産が21件、自然遺産が5件である。

## 文化遺産
| 画像 | ID   | 登録名                                                 | 登録年 | 所在地                                                    | 登録基準                   | 備考                                   |
| ---- | ---- | ------------------------------------------------------ | ------ | --------------------------------------------------------- | -------------------------- | -------------------------------------- |
|      | 660  | 法隆寺地域の仏教建造物                                 | 1993年 | 奈良県                                                    | （1）, （2）, （4）, （6） |                                        |
|      | 661  | 姫路城                                                 | 1993年 | 兵庫県                                                    | （1）, （4）               |                                        |
|      | 688  | 古都京都の文化財（京都市、宇治市、大津市）             | 1994年 | 京都府 滋賀県                                             | （2）, （4）               |                                        |
|      | 734  | 白川郷・五箇山の合掌造り集落                           | 1995年 | 岐阜県 富山県                                             | （4）, （5）               |                                        |
|      | 775  | 原爆ドーム                                             | 1996年 | 広島県                                                    | （6）                      | 負の世界遺産と言われることもある。     |
|      | 776  | 厳島神社                                               | 1996年 | 広島県                                                    | （1）, （2）, （4）, （6） |                                        |
|      | 870  | 古都奈良の文化財                                       | 1998年 | 奈良県                                                    | （2）, （3）, （4）, （6） |                                        |
|      | 913  | 日光の社寺                                             | 1999年 | 栃木県                                                    | （1）, （4）, （6）        |                                        |
|      | 972  | 琉球王国のグスク及び関連遺産群                         | 2000年 | 沖縄県                                                    | （2）, （3）, （6）        |                                        |
|      | 1142 | 紀伊山地の霊場と参詣道                                 | 2004年 | 和歌山県 奈良県 三重県                                    | （2）, （3）, （4）, （6） | 文化的景観 2016年に軽微な変更          |
|      | 1246 | 石見銀山遺跡とその文化的景観                           | 2007年 | 島根県                                                    | （2）, （3）, （5）        | 文化的景観 産業遺産 2010年に軽微な変更 |
|      | 1277 | 平泉―仏国土（浄土）を表す建築・庭園及び考古学的遺跡群― | 2011年 | 岩手県                                                    | （2）, （6）               |                                        |
|      | 1418 | 富士山―信仰の対象と芸術の源泉                          | 2013年 | 静岡県 山梨県                                             | （3）, （6）               |                                        |
|      | 1449 | 富岡製糸場と絹産業遺産群                               | 2014年 | 群馬県                                                    | （2）, （4）               | 産業遺産 近代化遺産                    |
|      | 1484 | 明治日本の産業革命遺産 製鉄・製鋼、造船、石炭産業      | 2015年 | 山口県 福岡県 佐賀県 長崎県 熊本県 鹿児島県 岩手県 静岡県 | （2）, （4）               | 産業遺産 近代化遺産 稼働遺産           |
|      | 1321 | ル・コルビュジエの建築作品-近代建築運動への顕著な貢献- | 2016年 | 東京都                                                    | （1）, （2）, （6）        | 現代建築 国境を越える世界遺産          |
|      | 1535 | 「神宿る島」宗像・沖ノ島と関連遺産群                   | 2017年 | 福岡県                                                    | （2）, （3）               |                                        |
|      | 1495 | 長崎と天草地方の潜伏キリシタン関連遺産                 | 2018年 | 長崎県 熊本県                                             | （3）                      |                                        |
|      | 1593 | 百舌鳥・古市古墳群 -古代日本の墳墓群-                  | 2019年 | 大阪府                                                    | （3）, （4）               |                                        |
|      | 1632 | 北海道・北東北の縄文遺跡群                             | 2021年 | 北海道 青森県 岩手県 秋田県                               | （3）, （5）               |                                        |
|      | 1698 | 佐渡島の金山                                           | 2024年 | 新潟県                                                    | （4）                      | 産業遺産                               |

## 自然遺産
| 画像 | ID   | 登録名                                 | 登録年 | 所在地          | 登録基準      | 保護管理                                                                                                 |
| ---- | ---- | -------------------------------------- | ------ | --------------- | ------------- | --- |
|      | 662  | 屋久島                                 | 1993年 | 鹿児島県        | （7）, （9）  | 屋久島国立公園 屋久島原生自然環境保全地域                                                                |
|      | 663  | 白神山地                               | 1993年 | 青森県 秋田県   | （9）         | 白神山地自然環境保全地域                                                                                 |
|      | 1193 | 知床                                   | 2005年 | 北海道          | （9）, （10） | 知床国立公園 遠音別岳原生自然環境保全地域                                                                |
|      | 1362 | 小笠原諸島                             | 2011年 | 東京都          | （9）         | 小笠原国立公園 南硫黄島原生自然環境保全地域                                                              |
|      | 1574 | 奄美大島、徳之島、沖縄島北部及び西表島 | 2021年 | 鹿児島県 沖縄県 | （10）        | 生物多様性保全地域 奄美群島国立公園 やんばる国立公園 西表石垣国立公園 自然環境保全地域（崎山湾・網取湾） |

## 複合遺産
まだ、日本には自然遺産かつ文化遺産の特徴を持つ遺産は存在していない。

## 危機遺産
なし

## 地域別
現在、47都道府県中28都道府県（北海道、青森県、岩手県、秋田県、栃木県、群馬県、東京都、新潟県、富山県、山梨県、岐阜県、静岡県、三重県、滋賀県、京都府、大阪府、兵庫県、奈良県、和歌山県、島根県、広島県、山口県、福岡県、佐賀県、長崎県、熊本県、鹿児島県、沖縄県）に世界遺産がある。

### 北海道
- 知床（北海道斜里郡斜里町、目梨郡羅臼町）（2005年7月登録）
- 北海道・北東北の縄文遺跡群（北海道千歳市、伊達市、虻田郡洞爺湖町、函館市）（2021年7月登録）
  - キウス周堤墓群
  - 北黄金貝塚
  - 入江・高砂貝塚
  - 大船遺跡
  - 垣ノ島遺跡

### 東北地方
- 白神山地（青森県西津軽郡鰺ヶ沢町、深浦町、中津軽郡西目屋村、秋田県山本郡藤里町）（1993年12月登録）
- 平泉―仏国土（浄土）を表す建築・庭園及び考古学的遺跡群―（岩手県西磐井郡平泉町）（2011年6月登録）
  - 中尊寺（金色堂などが含まれる）
  - 毛越寺
  - 観自在王院跡
  - 無量光院跡
  - 金鶏山
- 明治日本の産業革命遺産 製鉄・製鋼、造船、石炭産業（岩手県釜石市）（2015年7月登録）
  - 橋野鉄鉱山[注 1]
- 北海道・北東北の縄文遺跡群（青森県青森市、八戸市、つがる市、弘前市、上北郡七戸町、東津軽郡外ヶ浜町、岩手県二戸郡一戸町、秋田県鹿角市、北秋田市）（2021年7月登録）
  - 三内丸山遺跡
  - 小牧野遺跡
  - 是川遺跡
  - 亀ヶ岡石器時代遺跡
  - 田小屋野貝塚
  - 大森勝山遺跡
  - 二ツ森貝塚
  - 大平山元I遺跡
  - 御所野遺跡
  - 大湯環状列石
  - 伊勢堂岱遺跡

### 関東地方
- 日光の社寺（栃木県日光市）（1999年12月登録）
  - 二荒山神社
  - 東照宮
  - 輪王寺
- 富岡製糸場と絹産業遺産群（群馬県富岡市、伊勢崎市、藤岡市、甘楽郡下仁田町）（2014年6月登録）
  - 富岡製糸場
  - 田島弥平旧宅
  - 高山社跡
  - 荒船風穴蚕種貯蔵所跡
- ル・コルビュジエの建築作品-近代建築運動への顕著な貢献-（東京都台東区）（2016年7月登録）
  - 国立西洋美術館
- 小笠原諸島（東京都小笠原村）（2011年6月登録）
  - 北ノ島
  - 聟島
  - 媒島
  - 嫁島
  - 弟島
  - 兄島
  - 父島の一部
  - 西島
  - 東島
  - 南島
  - 父島列島周辺海域
  - 母島の一部
  - 向島
  - 平島
  - 姪島
  - 姉島
  - 妹島
  - 母島列島周辺海域
  - 北硫黄島
  - 南硫黄島
  - 西之島

### 中部地方
- 白川郷・五箇山の合掌造り集落（岐阜県大野郡白川村、富山県南砺市）（1995年12月登録）
  - 白川郷[1]
    - 荻町集落

  - 五箇山
    - 相倉集落
    - 菅沼集落
- 富士山-信仰の対象と芸術の源泉（静岡県静岡市、富士宮市、富士市、御殿場市、裾野市、駿東郡小山町、山梨県富士吉田市、南都留郡富士河口湖町、鳴沢村、山中湖村、忍野村、南巨摩郡身延町）（2013年6月登録）
  - 富士山地域
    - 山頂の信仰遺跡群
    - 大宮・村山口登山道（現・富士宮口登山道）
    - 山口登山道（現・御殿場口登山道）
    - 須走口登山道
    - 吉田口登山道
    - 北口本宮冨士浅間神社
    - 西湖
    - 精進湖
    - 本栖湖

  - 富士山本宮浅間大社
  - 山宮浅間神社
  - 村山浅間神社
  - 須山浅間神社
  - 冨士浅間神社（須走浅間神社）
  - 河口浅間神社
  - 冨士御室浅間神社
  - 旧外川家住宅
  - 小佐野家住宅
  - 山中湖
  - 河口湖
  - 忍野八海
    - 出口池
    - 御釜池
    - 底抜池
    - 銚子池
    - 湧池
    - 濁池
    - 鏡池
    - 菖蒲池

  - 船津胎内樹型
  - 吉田胎内樹型
  - 人穴富士講遺跡
  - 白糸ノ滝
  - 三保の松原
- 明治日本の産業革命遺産 製鉄・製鋼、造船、石炭産業（静岡県伊豆の国市）（2015年7月登録）
  - 韮山反射炉
- 佐渡島の金山（新潟県佐渡市）（2024年7月登録）
  - 相川金銀山・鶴子銀山
  - 西三川砂金山

### 近畿地方
- 法隆寺地域の仏教建造物（奈良県生駒郡斑鳩町）（1993年12月登録）
  - 法隆寺[2]
  - 法起寺
- 姫路城（兵庫県姫路市）（1993年12月登録）
- 古都京都の文化財（京都府京都市、宇治市、滋賀県大津市）（1994年12月登録）
  - 賀茂別雷神社（上賀茂神社）
  - 賀茂御祖神社（下鴨神社）
  - 教王護国寺（東寺）
  - 清水寺
    - 現在は分離している地主神社を含む

  - 延暦寺
  - 醍醐寺
    - 塔頭寺院の三宝院を含む

  - 仁和寺
  - 平等院
  - 宇治上神社
  - 高山寺
  - 西芳寺
  - 天龍寺
  - 鹿苑寺
  - 慈照寺
  - 龍安寺
  - 本願寺
  - 二条城
- 古都奈良の文化財（奈良県奈良市）（1998年12月登録）
  - 東大寺
    - 現在は分離している正倉院を含む

  - 興福寺
  - 春日大社及び春日山原始林
  - 元興寺
  - 薬師寺
  - 唐招提寺
  - 平城宮跡
- 紀伊山地の霊場と参詣道（奈良県五條市、吉野郡吉野町、天川村、黒滝村、野迫川村、十津川村、下北山村、上北山村、川上村、和歌山県新宮市、田辺市、橋本市、東牟婁郡那智勝浦町、串本町、伊都郡高野町、九度山町、かつらぎ町、西牟婁郡白浜町、すさみ町、上富田町、三重県尾鷲市、熊野市、南牟婁郡御浜町、紀宝町、北牟婁郡紀北町、度会郡大紀町）（2004年7月・2016年10月登録）
  - 吉野・大峯
    - 吉野山
    - 吉野水分神社
    - 金峯神社
    - 金峯山寺
    - 吉水神社
    - 大峯山寺

  - 熊野三山
    - 熊野本宮大社
    - 熊野速玉大社
    - 熊野那智大社
    - 青岸渡寺
    - 那智の大滝
    - 那智原始林
    - 補陀洛山寺

  - 高野山
    - 丹生都比売神社
    - 金剛峯寺
    - 慈尊院
    - 丹生官省符神社

  - 参詣道
    - 大峯奥駈道
      - 玉置神社、仏経嶽原始林、オオヤマレンゲ自生地を含む

    - 熊野参詣道
      - 中辺路
        - 熊野川の一部、御船島、湯の峰温泉、かけぬけ道、八上王子跡、稲葉根王子跡、阿須賀王子跡、北郡越、潮見峠、長尾坂、赤木越、小狗子峠を含む

      - 小辺路
      - 大辺路
        - 仏坂、富田坂、草堂寺、長井坂、闘鶏神社、タオの峠、新田平見道、富山平見道、飛渡谷道、清水峠、二河峠、駿田峠を含む

      - 伊勢路
        - ツヅラト峠道、荷坂峠道、三浦峠道、始神峠道、馬越峠道、八鬼山道、三木峠道、羽後峠道、曽根次郎坂・太郎坂、二木島峠道、逢神坂峠、波田須の道、大吹峠道、観音道、松本峠道、熊野の鬼ヶ城、七里御浜、花の窟、獅子岩、横垣峠道、風伝峠道、本宮道を含む

    - 高野参詣道
      - 町石道
      - 三谷坂
        - 丹生酒殿神社を含む

      - 京大坂道不動坂
      - 黒河道
      - 女人道
- 百舌鳥・古市古墳群 -古代日本の墳墓群-（大阪府堺市、羽曳野市、藤井寺市）（2019年7月登録）
  - 百舌鳥古墳群
    - 田出井山古墳（伝反正天皇陵）
    - 大仙陵古墳（伝仁徳天皇陵）
    - 大安寺山古墳
    - 茶山古墳
    - 永山古墳
    - 源右衛門山古墳
    - 塚廻古墳
    - 収塚古墳
    - 孫太夫山古墳
    - 竜佐山古墳
    - 銅亀山古墳
    - 菰山塚古墳
    - 丸保山古墳
    - 長塚古墳
    - 旗塚古墳
    - 銭塚古墳
    - 上石津ミサンザイ古墳（伝履中天皇陵）
    - 寺山南山古墳
    - 七観音古墳
    - いたすけ古墳
    - 善右ヱ門山古墳
    - 御廟山古墳
    - ニサンザイ古墳

  - 古市古墳群
    - 津堂城山古墳
    - 岡ミサンザイ古墳（伝仲哀天皇陵）
    - 鉢塚古墳
    - 市ノ山古墳（伝允恭天皇陵）
    - 仲ツ山古墳
    - 鍋塚古墳
    - 助太山古墳
    - 中山塚古墳
    - 八島塚古墳
    - 古室山古墳
    - 大鳥塚古墳
    - 誉田御廟山古墳（伝応神天皇陵）
    - 二ツ塚古墳
    - 誉田丸山古墳
    - 東馬塚古墳
    - 栗塚古墳
    - 東山古墳
    - はざみ山古墳
    - 墓山古墳
    - 野中古墳
    - 向墓山古墳
    - 西馬塚古墳
    - 浄元寺山古墳
    - 青山古墳
    - 峯ヶ塚古墳
    - 白鳥陵古墳

### 中国地方
- 原爆ドーム（広島県広島市）（1996年12月登録）
- 厳島神社（広島県廿日市市）（1996年12月登録）
- 石見銀山遺跡とその文化的景観（島根県大田市）（2007年6月登録）
  - 鉱山地域
    - 銀山柵内
    - 代官所跡
    - 矢滝城跡
    - 矢筈城跡
    - 石見城跡
    - 大森銀山
    - 宮ノ前地区
    - 熊谷家住宅
    - 羅漢寺五百羅漢

  - 銀山街道
    - 鞆ヶ浦道
    - 温泉津沖泊道

  - 港町地域
    - 鞆ヶ浦
    - 沖泊
    - 温泉津
- 明治日本の産業革命遺産 製鉄・製鋼、造船、石炭産業（山口県萩市）（2015年7月登録）
  - 萩反射炉
  - 恵美須ヶ鼻造船所跡
  - 大板山たたら製鉄遺跡
  - 萩城下町
  - 松下村塾

### 四国地方
なし

### 九州・沖縄地方
- 屋久島（鹿児島県熊毛郡屋久島町）（1993年12月登録）
  - 屋久杉原始林
  - 宮之浦岳
- 琉球王国のグスク及び関連遺産群（沖縄県那覇市、うるま市、南城市、国頭郡今帰仁村、中頭郡読谷村、北中城村、中城村）（2000年11月登録）
  - 玉陵
  - 園比屋武御嶽石門
  - 今帰仁城跡
  - 座喜味城跡
  - 勝連城跡
  - 中城城跡
  - 首里城跡
  - 識名園
  - 斎場御嶽
- 明治日本の産業革命遺産 製鉄・製鋼、造船、石炭産業（鹿児島県鹿児島市、佐賀県佐賀市、長崎県長崎市、福岡県北九州市、大牟田市、中間市、熊本県荒尾市、宇城市）（2015年7月登録）
  - 集成館
    - 旧集成館反射炉跡
    - 旧集成館機械工場
    - 旧鹿児島紡績所技師館
    - 寺山炭窯跡
    - 関吉の疎水溝

  - 三重津海軍所跡
  - 長崎の造船所跡
    - 小菅修船場跡
    - 三菱長崎造船所 第三船渠
    - 三菱長崎造船所 占勝閣
    - 三菱長崎造船所 ジャイアント・カンチレバークレーン
    - 三菱長崎造船所 旧木型場

  - 高島炭鉱
    - 高島炭坑
    - 端島炭坑

  - 旧グラバー住宅
  - 三池炭鉱及び三池港
    - 三池炭鉱 宮原坑
    - 三池炭鉱 万田坑
    - 三池炭鉱 専用鉄道敷跡
    - 三池港

  - 三角西（旧）港
  - 官営八幡製鐵所
    - 八幡製鐵所 旧本事務所
    - 八幡製鐵所 修繕工場
    - 八幡製鐵所 旧鍛冶工場

  - 遠賀川水源地ポンプ室
- 「神宿る島」宗像・沖ノ島と関連遺産群（福岡県宗像市、福津市）（2017年7月登録）
  - 沖ノ島
  - 小屋島
  - 御門柱
  - 天狗岩
  - 宗像大社沖津宮遥拝所
  - 宗像大社中津宮
    - 御嶽山祭祀遺跡を含む

  - 宗像大社辺津宮
  - 新原・奴山古墳群
- 長崎と天草地方の潜伏キリシタン関連遺産（長崎県長崎市、佐世保市、平戸市、南島原市、五島市、北松浦郡小値賀町、南松浦郡新上五島町、熊本県天草市）（2018年6月登録）
  - 原城跡
  - 平戸の聖地と集落（春日集落と安満岳）
  - 平戸の聖地と集落（中江ノ島）
  - 天草の﨑津集落
  - 外海の出津集落
  - 外海の大野集落
  - 黒島の集落
  - 野崎島の集落跡
  - 頭ヶ島の集落
  - 久賀島の集落
  - 奈留島の江上集落（江上天主堂とその周辺）
  - 大浦天主堂
- 奄美大島、徳之島、沖縄島北部及び西表島（鹿児島県奄美市、大島郡宇検村、大和村 、瀬戸内町、徳之島町、天城町、伊仙町、沖縄県国頭郡 国頭村、大宜味村、東村、八重山郡竹富町）（2021年7月登録）
  - 奄美大島
  - 徳之島
  - 沖縄島北部（やんばる）
  - 西表島

## 暫定リスト掲載物件
日本政府は、登録の前提となる暫定リストに文化遺産4件をリファレンスナンバー（Ref No.）順に掲載している。英語名は世界遺産センターの暫定リスト、日本語名は文化遺産については文化遺産オンラインによる。

### 文化遺産の候補
| 画像                                                                                                   | 日本語名 （リスト記載名・英語）                                | 記載年月 Ref No.      | 備考 |
| --- | -------------------------------------------------------------- | --------------------- | --- |
| | 古都鎌倉の神社・寺院ほか                                       | 1992年10月 Ref No.370 | 「武家の古都・鎌倉」として2012年に推薦されたが、翌年、第37回世界遺産委員会での審議前に「不登録」勧告が出されたため推薦を取り下げた。勧告内容を是正するためのコンセプト修正には相当な時間を要するため、2019年11月に神奈川県と鎌倉市・横浜市・逗子市が文化庁に提出する推薦書（原案）の作成活動を同年度限りで休止すると発表した。規模は縮小するが基礎研究と文化財調査および整備事業は継続され、世界遺産登録は諦めない方針も明らかにされた。 |
| Temples, Shrines and other structures of Ancient Kamakura                                              |                                                                | 1992年10月 Ref No.370 | 「武家の古都・鎌倉」として2012年に推薦されたが、翌年、第37回世界遺産委員会での審議前に「不登録」勧告が出されたため推薦を取り下げた。勧告内容を是正するためのコンセプト修正には相当な時間を要するため、2019年11月に神奈川県と鎌倉市・横浜市・逗子市が文化庁に提出する推薦書（原案）の作成活動を同年度限りで休止すると発表した。規模は縮小するが基礎研究と文化財調査および整備事業は継続され、世界遺産登録は諦めない方針も明らかにされた。 |
| | 彦根城                                                         | 1992年10月 Ref No.374 | 姫路城や法隆寺とともに日本で最初の暫定リスト掲載物件となって以来、四半世紀以上を経て、2020年3月30日に初めて推薦書原案を文化庁に提出したが、新型コロナウイルス感染症の流行の影響で候補地の選定が行われないことになり、2021年・2022年と相次いで推薦書原案を提出したが、2023年審査予定だった佐渡島の金山が書類不備のため1年順延となったため2024年審査候補の選定は行われないこととなった。2023年7月4日に文化審議会が彦根城の扱いについて、同年から運用が始まった事前評価制度を利用する方針を示した。これは推薦物件の学術的価値を審査する諮問機関（文化遺産の場合はイコモス）が推薦希望物件を推薦前に調査して是正指摘事項などを指導することで登録しやすくするもの。但し、推薦には向かないと示唆される可能性もあり、そうなると推薦は絶望的になる。同年の事前評価制度への申込期限が9月15日で、そこから各種調査調整や制度上の都合もあり、登録審査に漕ぎ着けるには最低でも4年を擁し、最短でも2027年になる。2024年10月9日、事前評価制度の結果が公表され、一定の評価は得られたが、単独ではなく類似する国宝木造天守と連携するシリアルノミネーションが望ましいとの指摘もあった。 |
| Hikone-Jo（castle）                                                                                    |                                                                | 1992年10月 Ref No.374 | 姫路城や法隆寺とともに日本で最初の暫定リスト掲載物件となって以来、四半世紀以上を経て、2020年3月30日に初めて推薦書原案を文化庁に提出したが、新型コロナウイルス感染症の流行の影響で候補地の選定が行われないことになり、2021年・2022年と相次いで推薦書原案を提出したが、2023年審査予定だった佐渡島の金山が書類不備のため1年順延となったため2024年審査候補の選定は行われないこととなった。2023年7月4日に文化審議会が彦根城の扱いについて、同年から運用が始まった事前評価制度を利用する方針を示した。これは推薦物件の学術的価値を審査する諮問機関（文化遺産の場合はイコモス）が推薦希望物件を推薦前に調査して是正指摘事項などを指導することで登録しやすくするもの。但し、推薦には向かないと示唆される可能性もあり、そうなると推薦は絶望的になる。同年の事前評価制度への申込期限が9月15日で、そこから各種調査調整や制度上の都合もあり、登録審査に漕ぎ着けるには最低でも4年を擁し、最短でも2027年になる。2024年10月9日、事前評価制度の結果が公表され、一定の評価は得られたが、単独ではなく類似する国宝木造天守と連携するシリアルノミネーションが望ましいとの指摘もあった。 |
| | 飛鳥・藤原の宮都とその関連資産群                               | 2007年1月 Ref No.5097 | 2022年の登録審査を目指し2020年3月30日に初めて推薦書原案を文化庁に提出したが、新型コロナウイルス感染症の流行の影響で候補地の選定が行われないことになり、2021年・2022年と相次いで推薦書原案を提出したが、2023年審査予定だった佐渡島の金山が書類不備のため1年順延となったため2024年審査候補の選定は行われないこととなった。2023年7月4日、文化審議会は追加の法的保護体制強化やなどを理由に2023年の推薦は行わず、2024年に推薦し2026年の登録を目指すとした。 |
| Asuka-Fujiwara: Archaeological sites of Japan’s Ancient Capitals and Related Properties                |                                                                | 2007年1月 Ref No.5097 | 2022年の登録審査を目指し2020年3月30日に初めて推薦書原案を文化庁に提出したが、新型コロナウイルス感染症の流行の影響で候補地の選定が行われないことになり、2021年・2022年と相次いで推薦書原案を提出したが、2023年審査予定だった佐渡島の金山が書類不備のため1年順延となったため2024年審査候補の選定は行われないこととなった。2023年7月4日、文化審議会は追加の法的保護体制強化やなどを理由に2023年の推薦は行わず、2024年に推薦し2026年の登録を目指すとした。 |
| | 平泉―仏国土（浄土）を表す建築・庭園及び考古学的遺跡群―（拡張） | 2012年9月 Ref No.5760 | 2008年の「登録延期」決議で除外された柳之御所遺跡・達谷窟・白鳥舘遺跡・長者ヶ原廃寺跡・骨寺村荘園遺跡（一関本寺の農村景観）の拡大登録を目指している。 |
| Hiraizumi - Temples, Gardens and Archaeological Sites Representing the Buddhist Pure Land（extension） |                                                                | 2012年9月 Ref No.5760 | 2008年の「登録延期」決議で除外された柳之御所遺跡・達谷窟・白鳥舘遺跡・長者ヶ原廃寺跡・骨寺村荘園遺跡（一関本寺の農村景観）の拡大登録を目指している。 |

### 自然遺産の候補
なし

### 複合遺産の候補
なし

## 暫定リストへの過去の提案

### 文化遺産推薦に向けた公募
文化庁は2006年と2007年に文化遺産候補を全国から公募した。その中には「富士山-信仰の対象と芸術の源泉」、「「神宿る島」宗像・沖ノ島と関連遺産群」、「長崎と天草地方の潜伏キリシタン関連遺産」のように、すでに世界遺産に登録されているものもあり、「飛鳥・藤原の宮都とその関連資産群」のように暫定リストに記載済みのものもある。また、「萩-日本の近世社会を切り拓いた城下町の顕著な都市遺産」は「萩城下町」として「明治日本の産業革命遺産 製鉄・製鋼、造船、石炭産業」に組み込まれて世界遺産に登録されている。その一方で、暫定リスト入りを果たしていない提案も以下のように多く残っている（カッコ内の年は最初に提案された年）。以下の提案は文化審議会によって評価や課題が示されている。
なお、「飛騨高山の町並みと祭礼の場-伝統的な町並みと屋台祭礼の文化的景観-」の無形文化財の要素については、無形文化遺産「山・鉾・屋台行事」の構成資産となった。また、ユネスコの遺産事業とは異なるが、日本遺産に組み込まれた例に四国霊場や足利学校および「水戸藩の学問・教育遺産群」と「近世岡山の文化・土木遺産群」の構成資産候補から弘道館・閑谷学校の指定があり、阿蘇は世界ジオパークおよび世界農業遺産、宇佐・国東は世界農業遺産、松島は世界で最も美しい湾クラブに登録されるなど、異なる枠組みで評価されている要素を含む物件もある。
- 北海道東部の窪みで残る大規模竪穴住居跡群（北海道、2007年）[注 4]
- 最上川の文化的景観-舟運と水が育んだ農と祈り、豊饒な大地-（山形県、2006年）[注 5]
- 松島-貝塚群に見る縄文の原風景（宮城県、2007年）
- 水戸藩の学問・教育遺産群（茨城県、2007年）
- 足尾銅山-日本の近代化・産業化と公害対策の起点-（栃木県、2007年）
- 足利学校と足利氏の遺産（栃木県、2007年）
- 埼玉古墳群-古代東アジア古墳文化の終着点-（埼玉県、2007年）
- 近世高岡の文化遺産群（富山県、2006年）
- 立山・黒部〜防災大国日本のモデル-信仰・砂防・発電-〜（富山県、2007年）
- 城下町金沢の文化遺産群と文化的景観（石川県、2006年）
- 霊峰白山と山麓の文化的景観-自然・生業・信仰-（石川県・福井県・岐阜県、2006年）
- 若狭の社寺建造物群と文化的景観-神仏習合を基調とした中世景観（福井県、2006年）
- 日本製糸業近代化遺産〜日本の近代化をリードし、世界に羽ばたいた糸都岡谷の製糸資産〜（長野県、2007年）
- 善光寺と門前町（長野県、2006年）
- 松本城（長野県、2006年）
- 妻籠宿・馬籠宿と中山道-『夜明け前』の世界-（長野県・岐阜県、2006年）
- 飛騨高山の町並みと祭礼の場-伝統的な町並みと屋台祭礼の文化的景観-（岐阜県、2006年）
- 天橋立-日本の文化景観の原点（京都府、2007年）
- 近世岡山の文化・土木遺産群-岡山藩郡代津田永忠の事績-（岡山県、2007年）
- 三徳山-信仰の山と文化的景観-（鳥取県、2006年）
- 錦帯橋と岩国の町割（山口県、2006年）
- 山口に花開いた大内文化の遺産-京都文化と大陸文化の受容と融合による国際性豊かな独自の文化-（山口県、2007年）
- 四国八十八箇所霊場と遍路道（香川県・愛媛県・徳島県・高知県、2006年）
- 宇佐・国東-「神仏習合」の原風景（大分県、2006年）
- 阿蘇-火山との共生とその文化的景観（熊本県、2007年）
- 竹富島・波照間島の文化的景観〜黒潮に育まれた亜熱帯海域の小島〜（沖縄県、2006年）

### 自然遺産推薦に向けた選定
自然遺産の候補については、2003年に環境省と林野庁が主催する「世界自然遺産候補地に関する検討会」でリストアップと検証が行われ、その中から、有力候補として知床、小笠原諸島、奄美・琉球が選定された。その過程で漏れた候補は以下の通りである（「比較対象」は、審議の際に、候補地よりも優越するとして挙げられた他国の世界遺産などであり、選定された3件のみが他国の世界遺産よりも優越する可能性を指摘された）。
なお、2013年に環境省が検討会にリストアップした候補地（自然遺産に登録された物件を除く）に対し、その後の活動状況や現在も世界遺産を目指す意思があるのかなどの意識調査を実施している。
| 名称                                         | 所在地                                          | 分野                 | 比較対象                                                            | 国際的要素                                                                    |
| -------------------------------------------- | ----------------------------------------------- | -------------------- | ------------------------------------------------------------------- | ----------------------------------------------------------------------------- |
| 利尻・礼文・サロベツ原野                     | 北海道                                          | 混交林（日本・満州） | カムチャツカの火山群                                                | サロベツ原野はラムサール条約登録地。                                          |
| 大雪山                                       | 北海道                                          | 混交林（日本・満州） | カムチャツカの火山群 トンガリロ国立公園 シホテアリニ山脈中央部      |                                                                               |
| 阿寒・屈斜路・摩周                           | 北海道                                          | 混交林（日本・満州） | イエローストーン国立公園 ンゴロンゴロ保全地域                       | 阿寒湖はラムサール条約登録地。                                                |
| 日高山脈                                     | 北海道                                          | 混交林（日本・満州） | シホテアリニ山脈中央部                                              |                                                                               |
| 早池峰山                                     | 東北地方 岩手県                                 | 夏緑樹林（東アジア） | （該当多し）                                                        |                                                                               |
| 飯豊・朝日連峰                               | 東北・中部 山形県・新潟県・福島県               | 夏緑樹林（東アジア） | 白神山地                                                            |                                                                               |
| 奥利根・奥只見・奥日光                       | 東北・中部・関東 福島県・栃木県・群馬県・新潟県 | 夏緑樹林（東アジア） | カムチャツカの火山群 白神山地                                       | 「尾瀬」「奥日光の湿原」はラムサール条約登録地。「只見」は生物圏保存地域。    |
| 北アルプス                                   | 中部地方 新潟県・富山県・長野県・岐阜県         | 夏緑樹林（東アジア） | カナディアン・ロッキー山脈自然公園群 ヨセミテ国立公園               |                                                                               |
| 富士山                                       | 中部地方 静岡県・山梨県                         | 常緑樹林（日本）     | キリマンジャロ国立公園 ハワイ火山国立公園 グヌン・ムル国立公園      | 文化遺産「富士山-信仰の対象と芸術の源泉」としては世界遺産リストに登録された。 |
| 南アルプス                                   | 中部地方 長野県・山梨県・静岡県                 | 常緑樹林（日本）     | カナディアン・ロッキー山脈自然公園群                                | 「南アルプス」は生物圏保存地域。                                              |
| 祖母山・傾山・大崩山、九州中央山地と周辺山地 | 九州地方 大分県・宮崎県・熊本県                 | 常緑樹林（日本）     | ガラホナイ国立公園 マデイラ島の照葉樹林                             | 「祖母・傾・大崩」は生物圏保存地域。                                          |
| 阿蘇山                                       | 九州地方 熊本県                                 | 常緑樹林（日本）     | イエローストーン国立公園 ンゴロンゴロ保全地域                       | 「阿蘇ジオパーク」は世界ジオパーク。                                          |
| 霧島山                                       | 九州地方 宮崎県・鹿児島県                       | 常緑樹林（日本）     | カムチャツカの火山群 ハワイ火山国立公園                             |                                                                               |
| 伊豆七島                                     | 関東地方 東京都                                 | 常緑樹林（日本）     | ハワイ火山国立公園                                                  |                                                                               |
| 三陸海岸                                     | 東北地方 岩手県・宮城県                         | 海岸地形             | グロス・モーン国立公園 ドーセットと東デヴォンの海岸                 |                                                                               |
| 山陰海岸                                     | 近畿・中国地方 京都府・兵庫県・鳥取県           | 海岸地形             | グロス・モーン国立公園 ジャイアンツ・コーズウェーとコーズウェー海岸 | 「山陰海岸ジオパーク」は世界ジオパーク。                                      |

## 今後の在り方について

### ユネスコ・世界遺産委員会・諮問機関の動向と傾向
創設から40年を経過した世界遺産は、一見して解る著名な建築物・遺跡や自然環境を網羅し、文化遺産では産業遺産や自然と人間の共生が見られる文化的景観などに移行しつつあり、諮問機関の国際記念物遺跡会議（ICOMOS）がこれまで行ってきたテーマ研究に基づき「世界遺産グローバル・ストラテジー（世界遺産一覧表における不均衡の是正及び代表性・信頼性の確保のための世界戦略）」を開示、その中で「世界遺産リストにまだ充分に反映されていない分野」として土木遺産・運河・文化の道・20世紀建築・近代都市・都市遺産・聖なる山・岩絵・先史時代遺跡・化石人類遺跡などを挙げ、「遺産としての農村景観に関する原則」に基づき地域多様性を反映する一般家屋や集落景観の可能性も示唆。
一方、自然遺産に関しては、地形・地質学的特性から生物多様性や固有種生態系の保護へと移行し、諮問機関の国際自然保護連合（IUCN）が生物多様性条約において生態系保全のため2030年まで国際社会が取り組むべき行動指針として、全世界の陸海域の30%を生物・生態系保護区にするという目標を定め（2010年制定の愛知目標では陸域の17%、海域の10%と設定）、各国の制度下で国立公園や国営保護区を積極的に設けるよう求める方向性を示し、ユネスコとしても世界遺産に登録枠を設けることができないかや公海の世界遺産の可能性も検討することになった。
加えてユネスコと世界遺産委員会は、無形の要素と絡めたりストーリー性がある展開や、文化遺産・自然遺産を問わず「システム」という枠組みや流れの中における対象物の存立意義を解説すること、構成資産に含まれなかった関連する場所の顕彰と連携（ヘリテージ・エコシステム）を求めるようになったほか、災害等を含めた管理体制と被災時における適正な復旧手法の事前構築、緩衝地帯を含めた景観保護や開発の監視・規制、世界遺産管理のエッセンシャルワーカーとしてのサイトマネージャーの育成、文化遺産維持に必要な文化資材の確保、遺産の価値や意義の周知徹底、観光公害対策を求めるようになった。また、2012年に開催された「世界遺産条約採択40周年記念－世界遺産と持続可能な開発：地域社会の役割」（京都ビジョン）で世界遺産存続のためコミュニティの存在の重要性が確認され、世界遺産を維持するためには地域コミュニティの持続可能性も必要であるとともに、保存活動への地域社会関与や世界遺産を活かした地域貢献の具体案（遺産の商品化）なども示さなければならない。
2021年に開催された第44回世界遺産委員会では、世界遺産保全に気候変動対策を盛り込むことが決定し、新規推薦に際して遺産影響評価（HIA）として被害想定シミュレーションと対策案を盛り込むことが義務付けられた。
さらに、国連機関の一員であるユネスコは、国連が推進する持続可能な開発目標（SDGs）への取り組みから持続可能な開発のための文化を採択し、持続可能な開発を世界遺産にも反映させるべく求めるようになり、今後の世界遺産登録を目指す際には官民一体となった対応が不可欠とされる。SDGs目標11「包摂的で安全かつ強靱（レジリエント）で持続可能な都市及び人間居住を実現する」の第4項に「世界の文化遺産および自然遺産の保全・開発制限取り組みを強化する」と明記されており、特に世界遺産候補地周辺での開発は慎重かつ国際ルールに則った適切なもので実施しなければならない。
世界遺産の推薦は2020年から文化遺産・自然遺産を問わず審議対象は一国一件に限られるようになり、全体審議数も35件までとして登録数の少ない国を優先するため推薦物件が多い場合には日本からの推薦が受理されない可能性もあるなど（2024年の第46回世界遺産委員会での新規登録で日本の世界遺産は26件となり保有数で世界11位になった）、一層狭き門となるつつある状況に加え、正式推薦に先立ち「潜在的顕著な普遍的価値（POUV）」などを書面審査する「事前評価」制度を導入することが決まり、推薦書作成に際してさらに手間と時間を要するようになる。

### 新たな暫定リスト追加の可能性

#### 文化遺産
上記のような情勢の変化をうけ、文化遺産分野の諮問機関であるイコモスの国内組織「日本イコモス国内委員会」の岡田保良副委員長（国士舘大教授）は2018年2月8日に宮崎県庁で行われた講演の中で、「政府が選定する国内の推薦候補地について、2019年度までに追加など見直し作業を行う可能性がある」との見解を示し、2020年から文化庁文化審議会世界文化遺産部会が「我が国における今後の世界文化遺産の在り方に係る検討について」のテーマ研究を開始。この過程の中で同部会は「特殊な資産に係る世界遺産一覧表への登録に関する指針」として、文化的景観に加え「歴史的町並みと街区」「運河に係る遺産」「遺産としての道」に優位性があるとした。
2021年1月21日に開催した同部会は新たに推薦されるべき候補として、
- 地震や洪水といった防災に係るもの
- 対象の保護に無形文化遺産が必要不可分に関わっているもの
- 独自の信仰形態を表すもの
- 自然の尊重や自然との共生という古来からの精神を体現したもの
- 自然環境と生活の相互作用が独自の文化的価値を表現しているもの
- その時代の日本文化を象徴する資産が全国に展開されているもの
- 戦後の復興を象徴するもの

という指標を示し、文化ナショナリズムが台頭していることをうけ国際軋轢を生まない物件にする配慮も必要とした。
また同年2月4日の部会では、トランスバウンダリー（国境を超える遺産）での国際協調も重視するとし、ユネスコの求めに沿った複数の都道府県をまたぐシリアル・ノミネーションの増加を指摘。2005年・2006年の「文化遺産推薦に向けた公募」の時のように単体の自治体推挙による公募制は採らないこと（シリアル・ノミネーションの優位性を示唆）や各既登録地の拡張登録を模索すること、自然との共生や相互作用を意識して自然面での保護根拠にエコパークやジオパークを充てる試みなどを決め、3月30日の最終部会では前回で単独自治体推挙による公募制を採らないとしたことをうけ、新候補地の選定方法として、文化審議会と外部有識者による書類審査・現地調査・ヒアリングで、前述の諸条件を満たし証明してるかを検証するとし、こうした条件に対応できる物件・地域（自治体等の地方行政機関）でなければ世界遺産の候補とすることは難しいとした、文化庁幹部は「有力候補を一本釣りする」としている。
2023年7月4日の同部会では、2030年代の登録候補となるものの選定を始めるとし、2024年になり部会の下に「今後の我が国の世界文化遺産の候補として暫定一覧表に記載することが適当と考えられれる資産の具体的な検討を行うためのワーキンググループ」を設置した。
「文化遺産推薦に向けた公募」に立候補し、その後も登録を目指す活動を継続する自治体に加え、新たに名乗りを上げる自治体も現れ、学術的視点で関係各方面から具体的な提言も出されるようになり、「明治日本の産業革命遺産 製鉄・製鋼、造船、石炭産業」の登録に尽力し内閣官房参与も務めた加藤康子は黒部ダム、そして日本イコモス国内委員会委員長・文化審議会世界遺産特別委員会（現 世界文化遺産部会）委員長を務めた西村幸夫と元ユネスコ事務局長の松浦晃一郎らも黒部に加え立山の砂防システムの登録の可能性を公言しており、立山の自然環境を含めれば複合遺産の可能性もあると示唆している。特に西村は今後の日本の世界遺産について、ユネスコが認める保存活用事例（アダプティブユースや遺産と創造性）も勘案しつつ、近代化遺産・産業遺産や稼働遺産としての土木構築物、戦後建築に移行せざるをえないのではないかと言及。また、特定地域の文化財を推すのではなく、例えば各地の日本庭園や茶室などを一つのテーマとするオールジャパン体制のシリアルノミネーションも有効とする。 
日本イコモス国内委員会は2017年に、将来的に世界遺産になる可能性がある日本の20世紀遺産を選定している。
奈良文化財研究所の所長で、文化庁職員時代に京都の世界遺産登録を担当した本中眞は、「これまで世界文化遺産は自国の独自の文化を象徴するものである必要性があったが、今の時代の世界遺産に求められるのは“日本を代表する”という名目だけでは足りず、歴史に照らし往時に国際的な協調性や開放性、文化循環を伴っていたことも重視される」とし、彦根城の登録を支援する読売新聞による講演会で世界遺産を取材してきた同紙編集委員からは「日本人が日本人の感性で彦根城の魅力を力説しても世界（世界遺産）には通じない。世界遺産に求められる国際基準に合致する価値観を示さなけらばならない」「富士山を自然遺産で推薦しようとした際に日本人の美意識に基づく自然美を根拠としたが、それは抽象的で日本人だけの価値観であり世界には通じないとされ、その感性や自然観を信仰や芸術という具象的なもので証明する文化遺産として認められた」と要点を紹介した。

#### 自然遺産
環境省では環境審議会（中央環境審議会）の下に自然環境部会を設け、自然遺産の動向について定期的に懇談会・意見交換会を開催している。
日本の世界遺産条約締約作業に携わった筑波大学の吉田正人は、上記の「自然遺産推薦に向けた選定」が気候と地形に応じた植生を基にしたものであり、近年ユネスコと自然遺産の諮問機関IUCNが重視する生物多様性や固有種生態系の観点からすれば「奄美大島、徳之島、沖縄島北部及び西表島」をもって打ち止めの感はあるが、登録基準ⅷが示す「地球の歴史」については第1に地質分野として生物圏が評価された小笠原諸島の中から西之島だけ分離独立させることの現実性、第2に太平洋プレート・北米プレート・ユーラシアプレート・フィリピン海プレートの4つが衝突する上に形成された弧状列島の特異さと地震や火山にみられる現在進行形の地質活動が物語るダイナミックな地球の胎動を表現すること、また第3に公海の世界遺産への注目を受けた海底域からの世界遺産推薦の可能性を挙げ、日本海溝や伊豆・小笠原海溝などのプレート境界線、その延長線上に位置する小笠原諸島-伊豆諸島-伊豆半島-丹沢山地を一体的に捉えた視点の検討を提唱する。
加えて吉田は、1982年にIUCNが発行した『The World's Greatest Natural areas（世界の優れた自然地域）』に将来の自然遺産候補として阿寒国立公園・日光国立公園・富士箱根伊豆国立公園が上げられており、いずれも「自然遺産推薦に向けた選定」で俎上（そじょう）した後、日光は日光の社寺として、富士山も富士山-信仰の対象と芸術の源泉として文化遺産に鞍替えして登録された点に着目すると文化的景観の要素も含む複合遺産の可能性も示唆し、日光は男体山や中禅寺湖から流れ落ちる華厳滝など自然崇拝の要素、富士山は前述の海底から地上に至る地質活動の終着点として、さらに阿寒湖界隈はアイヌ文化との密接な関係を備えるとした。

#### 拡張登録
世界遺産は登録数抑制策の一環として同一国内における類似物件の追従登録を容認しない傾向がある一方で、先行登録物件に類似物件を加える拡張登録を推奨しており、文化審議会世界文化遺産部会も拡張登録の有効性を認めているが、現時点では平泉#世界遺産への拡大登録を目指す遺跡群だけが暫定リストに掲載されているのみである。
既存登録地の京都ではかねてから古都京都の文化財の拡張登録が取り沙汰されているほか、群馬で富岡製糸場と絹産業遺産群の拡張登録や、和歌山でも紀伊山地の霊場と参詣道の再拡張登録（未登録の紀伊路を含む）を目指す動きもある。
日本イコモス国内委員会は、「文化遺産推薦に向けた公募」の内、「松島の貝塚群」は「北海道・北東北を中心とした縄文遺跡群」に加えることを検討すべきと示唆したり、松本城は暫定リスト掲載の彦根城や公募に名乗りを上げなかった犬山城と合わせて既登録の姫路城への「近世日本の木造天守閣式城郭」といったような枠組みでの拡張登録にすべきとしている。
自然遺産では上掲の吉田が、ユネスコとIUCNが推奨する海洋域への展開として除外された奄美大島、徳之島、沖縄島北部及び西表島の海洋域や小笠原諸島の海洋域への拡張登録も提案している。

#### 越境遺産の提案
外国から越境遺産（トランスバウンダリー）の共同提案の可能性が打診されている事例や、日本側から呼びかけるもの、諮問機関が示唆するものなどがある。

##### 文化遺産
- 2019年の第43回世界遺産委員会で登録されたアメリカのフランク・ロイド・ライトの20世紀建築作品群が将来の拡張登録候補として国外唯一の推薦資産に旧山邑家住宅（現ヨドコウ迎賓館）を挙げている[47]。
- 巨石記念物を重視する欧州考古学を支持するユネスコの方向性を踏まえ、韓国の世界遺産「高敞、和順、江華の支石墓群」に代表される東アジアの支石墓（ドルメン）の分布を顕彰すべきと指摘する見解がある。その中には国史跡である九州の志登支石墓群や新町支石墓群がある。支石墓が海を越えて日本に伝播したことを顕彰することはユネスコが重視する文化循環になる。但し、高敞、和順、江華の支石墓群を越境拡張登録するには、韓国側の理解が前提となり、政治的な日韓関係に加え、双方に存在する反日・嫌韓感情が障壁となる[48][注 13]。
- 中国が拒絶しているためユネスコ加盟や世界遺産条約を批准できない台湾（中華民国）だが、日本の文化庁に相当する文化部が独自に世界遺産候補地を選定しており、その中でも有力視される日本統治下で敷設された阿里山鉄道の登録を実現すべく、日本による越境物件として日本に推薦してもらう案が立法院に提出された[49][注 14]。

##### 自然遺産
- 生物系統学の揺籃地（スウェーデン語版） - 2009年、8か国13資産から成る「生物系統学の揺籃地」についてスウェーデンが暫定リスト記載を計画し、先行してスウェーデン国内の6資産を暫定リストに記載した。同国外の資産に植物学者カール・ツンベルクゆかりの日本の長崎県出島と神奈川県箱根町が含まれる[50]。
- ロシアが国後島（露語:クリリスキー）のクリリス自然保護区（英語版）を知床と一体化して評価しようと提案している[51]。しかしながら北方領土問題が障壁となっている。
- 2021年に登録された韓国の「ゲボル（韓国の干潟）」を、2019年に登録された中国の「黄海=渤海湾沿岸の渡り鳥保護区群（第1段階）」同様、渡り鳥のルートである東アジア・オーストラリア地域フライウェイとみなす東アジア・オーストラリア地域フライウェイ・パートナーシップ（EAAFWP）では、ルート上の飛来地を国境を越えて世界遺産として保護することを目指しており、その中には日本も含まれている。但し、世界遺産候補地として具体的な場所は示していない[52][注 15]。
- 鳴門の渦潮に関して、ノルウェーやスコットランド（イギリス）における同様の海流現象（渦潮#有名な渦潮参照）との共同申請の可能性を探ることになった[53]。

### 暫定リストからの削除
文化審議会は新たな暫定リスト掲載物件の選定のみならず、登録の可能性が潰えたと考えられるものに対し、暫定リストからの削除も検討する方針も示している。一つの指標として、一定期間（5年間程度）活動実績が無い物件を有する自治体に対して継続か断念するかの意思を確認する。
そもそもユネスコ指針としては、暫定リストは10年前後毎に見直しを図ることが望ましいとしているが、2025年時点で暫定リストに掲載されているものの中で、武家の古都・鎌倉と彦根城は1992年に日本の世界遺産候補第一号として暫定リストに掲載され、鎌倉は2012年に推薦したものの、諮問機関の調査を経て「不登録」勧告が出されたため推薦を取り下げ、2019年に神奈川県と鎌倉市・横浜市・逗子市が推薦書（原案）の作成活動を同年度限りで休止すると発表。文化財としての基礎研究や発掘調査および保存・整備事業は継続し、世界遺産登録は諦めない方針も明らかにしたが、再推薦に向けた活動実績（新たなコンセプトに基づく推薦書作成など）は行われておらず、既に5年以上が経過している。

### 注
1. ↑  橋野鉄鉱山の採掘場と運搬路を含む。
2. ↑  リファレンスナンバーは暫定リスト掲載時に振られる管理番号で、登録後に世界遺産リスト掲載時に与えられるIDとは異なる。
3. ↑  足利学校、弘道館、閑谷学校は2011年に「近代の教育遺産」（茨城県、栃木県、岡山県、大分県）として推挙。
4. ↑  「北海道・北東北の縄文遺跡群」とは別件。
5. ↑  山形県では2009年6月に現職を破って知事に当選した吉村美栄子が、登録推進事業の中止を打ち出した[19]。
6. ↑  知床は2005年に、小笠原諸島は2011年に、それぞれ世界遺産登録。奄美・琉球は2020年に審議予定であった。
7. ↑  ヘリテージツーリズムや世界遺産と博物館の計画。
8. ↑  オーバーツーリズムによる環境負荷軽減を目指した来訪者コントロール、また世界遺産がクラスター発生地とならぬよう新型コロナウイルス感染拡大防止の観点も含む。
9. ↑  黒部・立山では、使われなくなったレンガ造りの黒部川第二発電所を再利用した下山芸術の森発電所美術館や世界的建築家・磯崎新による立山博物館展示館など、西村が指摘する条件に沿う施設も充実している。
10. ↑  小笠原の登録基準ⅷを追加する「軽微な変更」の方が現実的。
11. ↑  阿寒湖では「自然遺産推薦に向けた選定」の際に評価対象とされなかったマリモの生育圏を自然遺産にする動きがある。
12. ↑  姫路市は「拡張登録は考えていない」と拒否[46]
13. ↑  支石墓は現在の北朝鮮や中国東北部でも造られたが、中国においては文化大革命で悉く破壊され現存していない
14. ↑  トランスバウンダリー推薦には日本側からも類似する遺産を推薦しなければならい
15. ↑  東アジア・オーストラリア地域フライウェイは生物多様性の観点から可能性を秘めているが、世界遺産に求められる完全性の法的保護根拠が障壁となる。ラムサール条約指定地だけでは充分ではなく、渡り鳥条約は日本と相手国の二国間条約でしかなく、移動性野生動物種の保全に関する条約は未批准である。